# خط آی‌آرتی دایر
خط آی‌آرتی دایر (انگلیسی: IRT Dyre Avenue Line) یکی از خط‌های متروی نیویورک سیتی در بخش برانکس است.
این خط که در سال ۱۹۴۱ تأسیس شده دارای ۵ ایستگاه است.

## نگارخانه

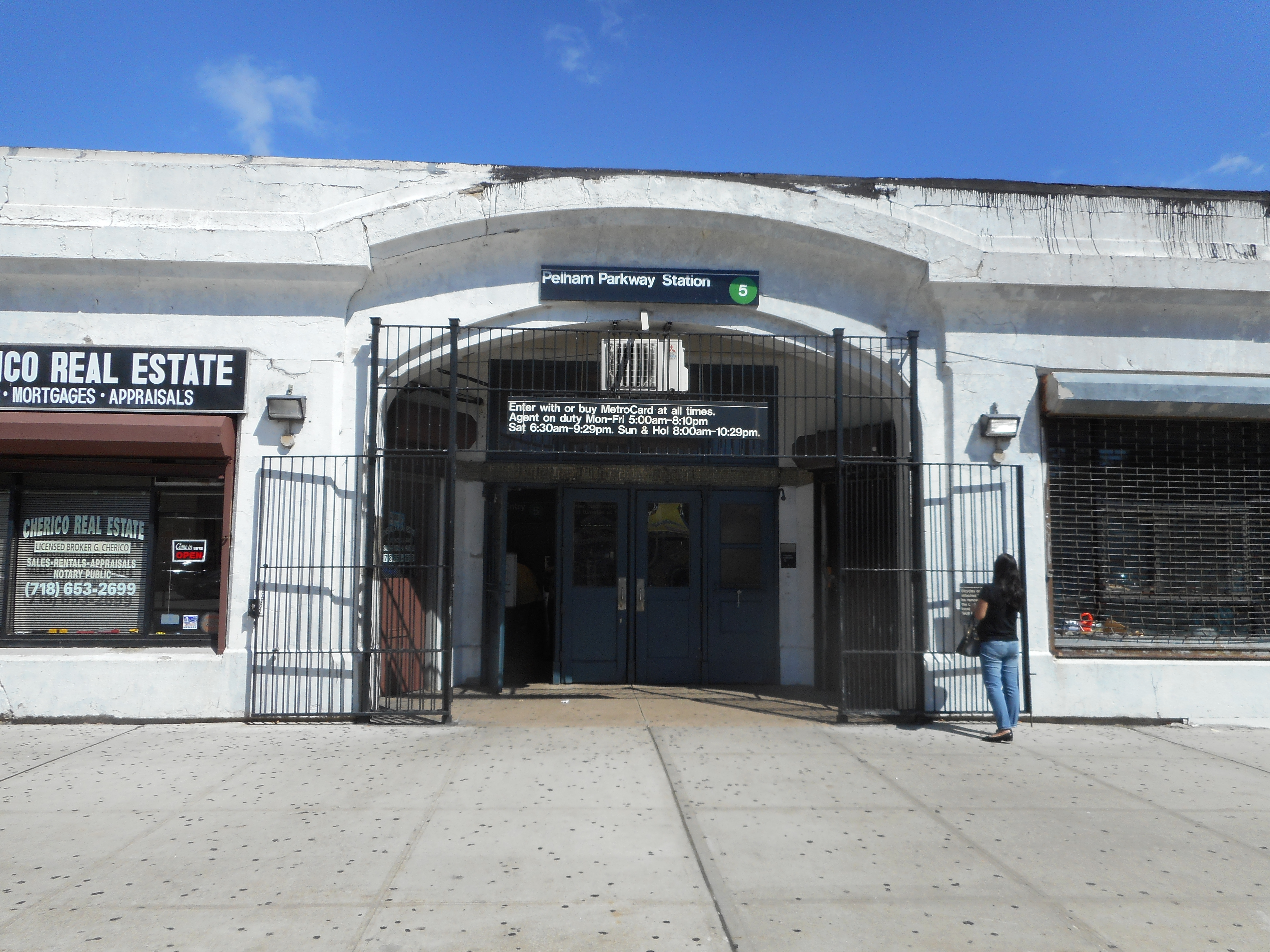
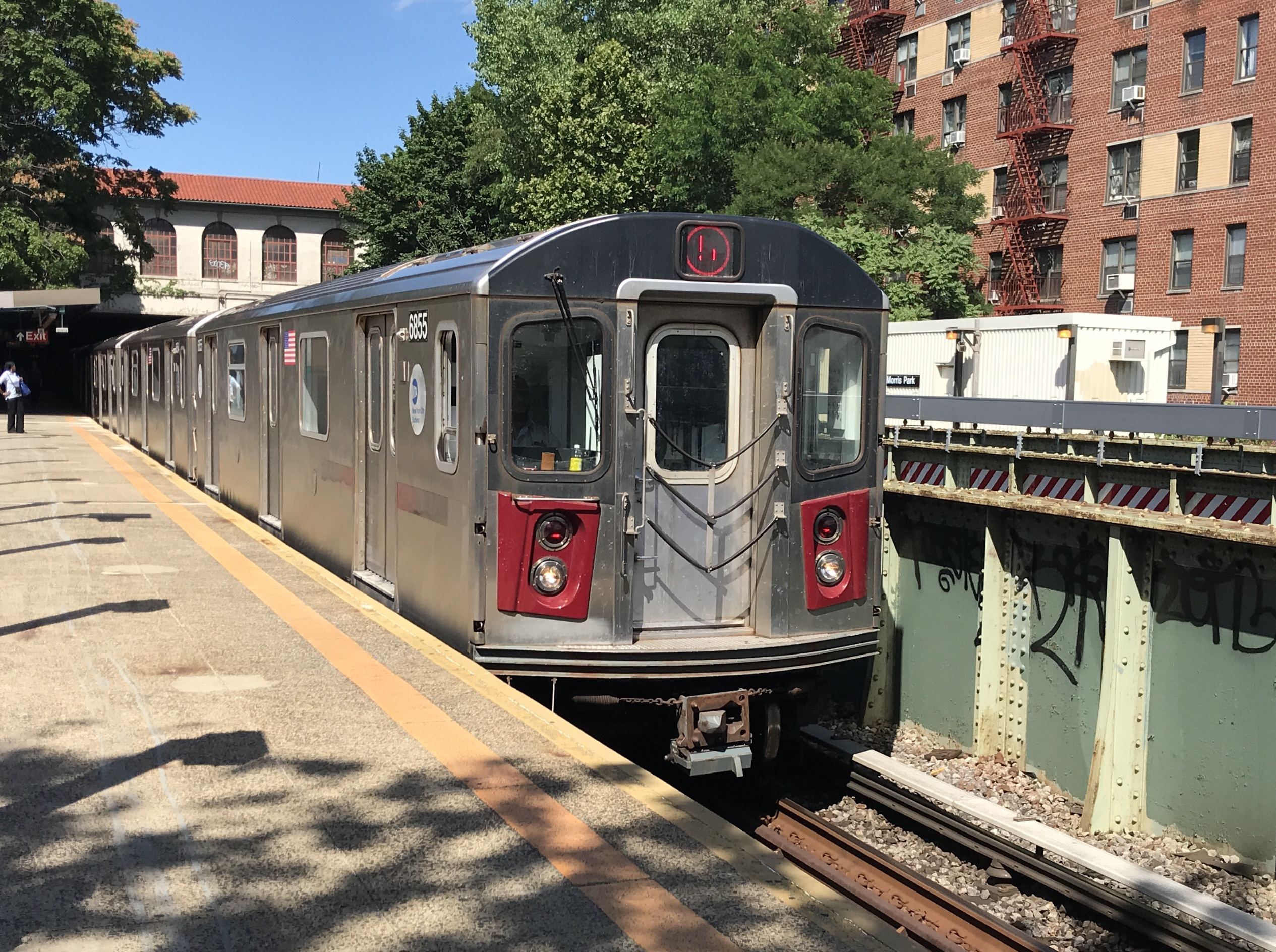
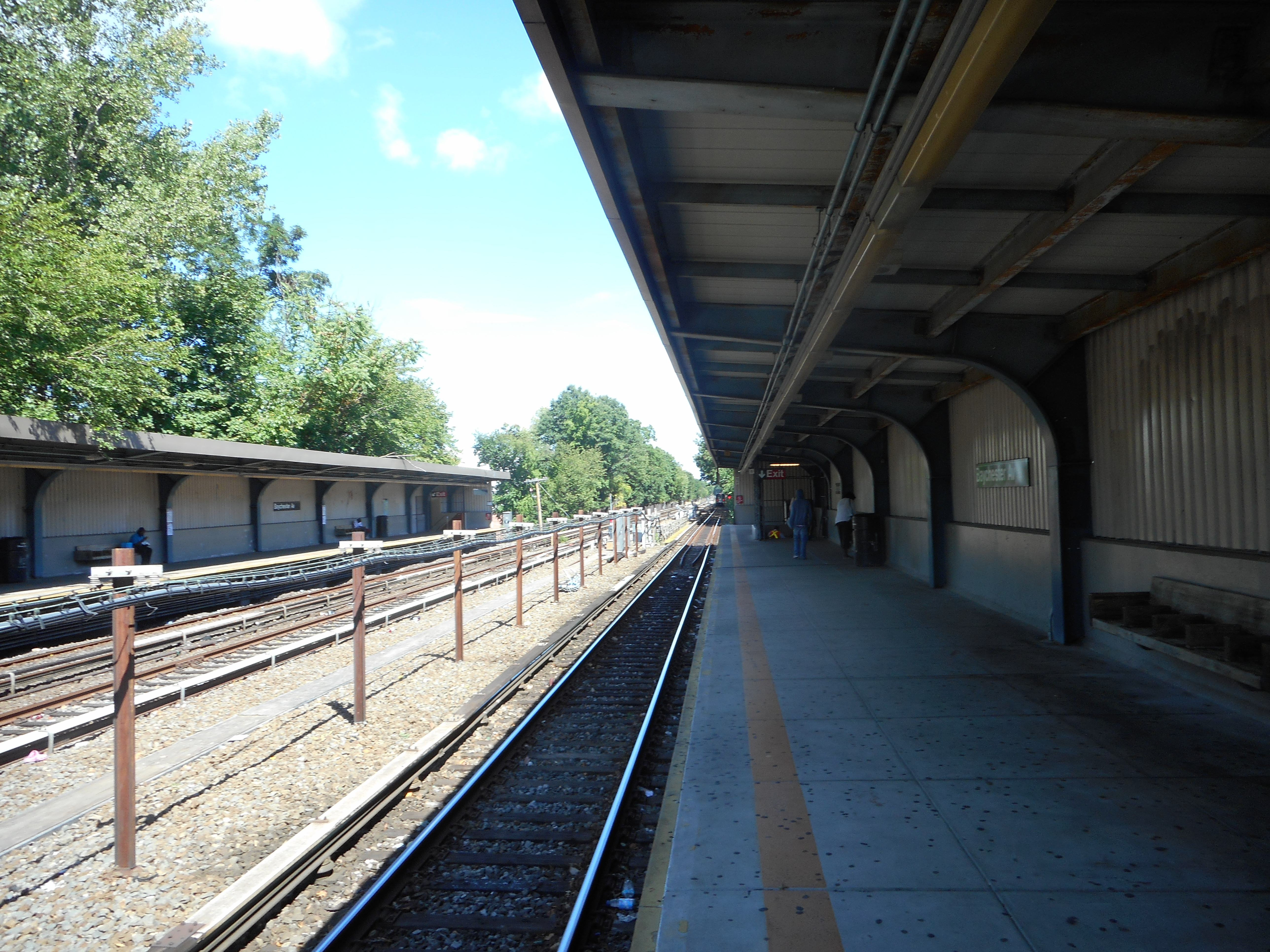
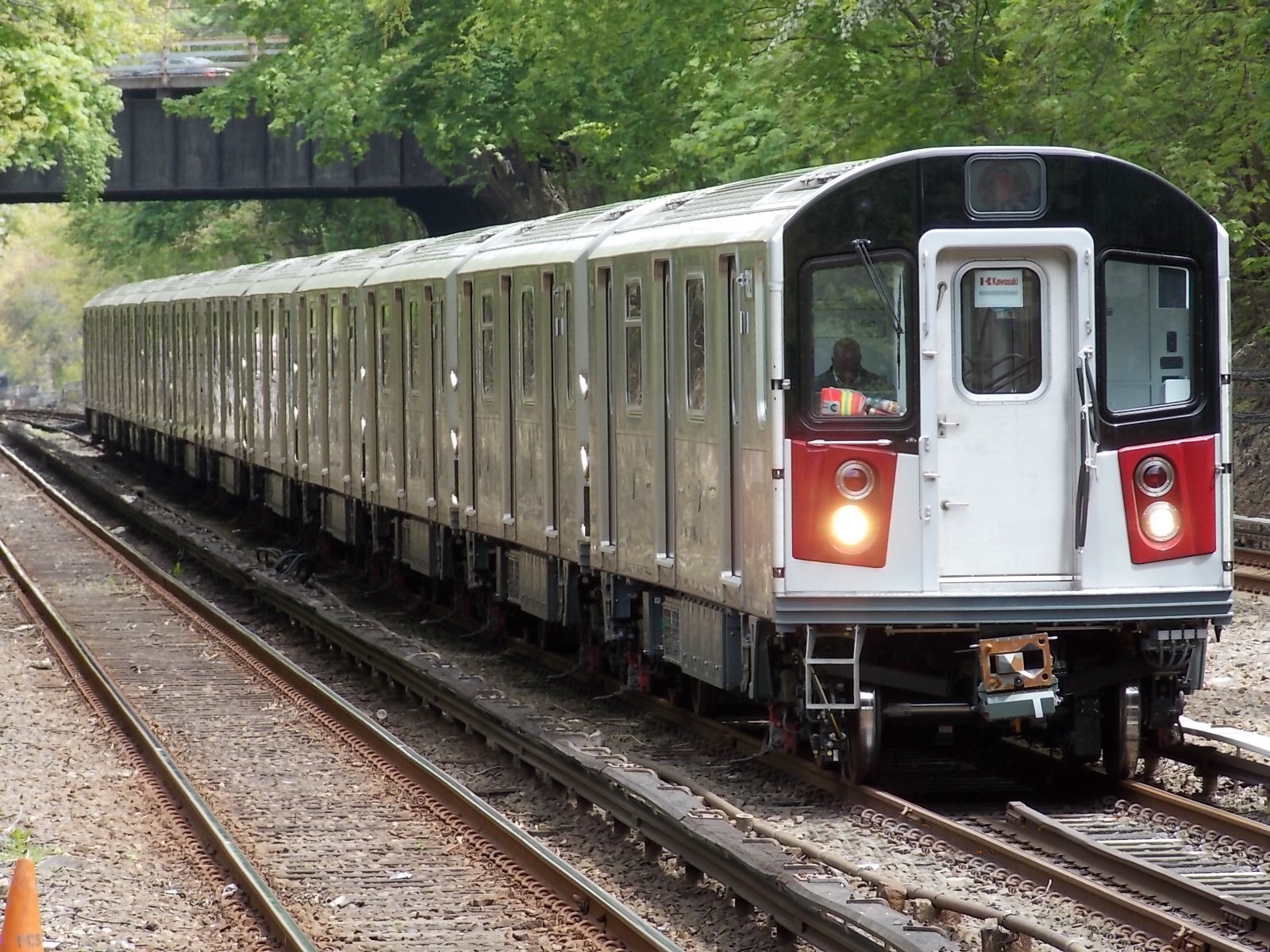